# Хансен, Теофил фон
Теофил Эдвард фон Хансен (нем. Baron Theophil Edvard von Hansen; 13 июля 1813, Копенгаген — 17 февраля 1891, Вена) — австрийский архитектор норвежско-датского происхождения. Один из наиболее известных мастеров периода историзма, архитектор Афин и столицы Австрии — Вены. Работал в разных неостилях, но исповедовал идеи классицизма и стиля неоренессанс.

## Биография
Теофил Эдвард Хансен был одним из шести детей скрипача и страхового служащего Расмуса Хансена Братена (1774—1824) из Эйкера (Викен, Норвегия) и Софи Элизабет Йенсен из Нюбодера близ Копенгагена. Старший брат Теофила — архитектор Ханс Кристиан Хансен (1803—1883) известен по раскопкам памятников афинского Акрополя. Братья Хансен не были в родственной связи с Кристианом Фредериком Хансеном (1756—1845), пионером датского классицизма, но основывали свою увлечённость античной Грецией на изучении его работ. Оба брата, Теофил Эдвард и Ханс Кристиан строили в Афинах, вблизи эталонов их творчества — памятников афинского Акрополя.
Теофил Эдвард изучал архитектуру у Карла Фридриха Шинкеля, затем стажировался в Вене. После ученичества у Шинкеля и учёбы в Вене Теофил Хансен в 1837 году переехал в Афины, где в основном изучал древнегреческую и эллинистическую архитектуру. Хансен начал рисовать проекты зданий в классицистическом стиле, что убедило афинского градостроителя Эдуарда Шауберта, делового партнёра брата Теофила, доверить ему некоторые постройки. Афинская обсерватория была его первым строительным контрактом, за ним последовали и другие. Хансен пробыл в Афинах восемь лет. С 1860-х годов реализацией многих проектов Хансена в Афинах ведал архитектор Эрнст Циллер из Саксонии.

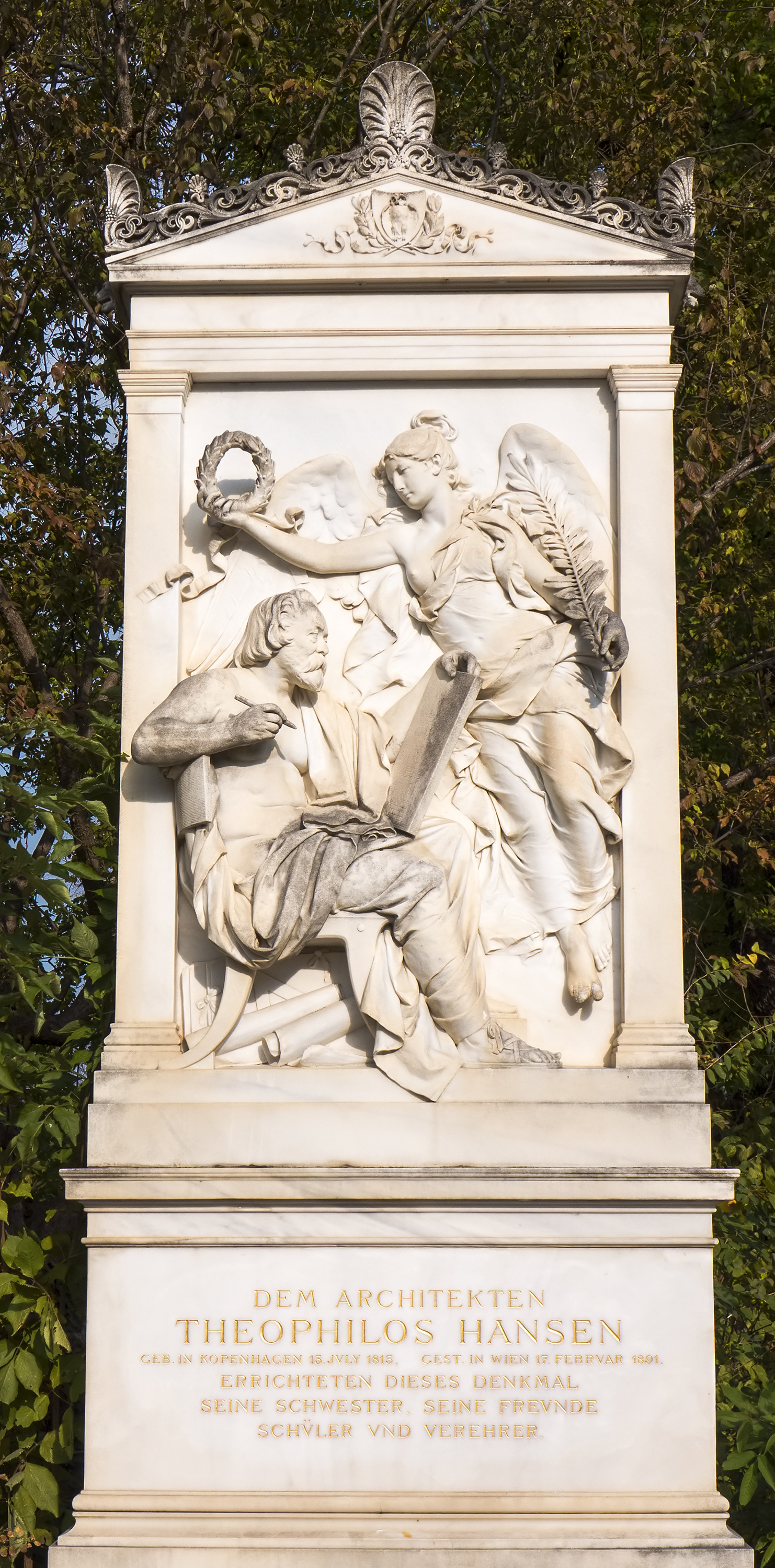
Надгробие Теофила фон Хансена на Центральном кладбище Вены. 1895

Талант Хансена был по достоинству оценён австрийско-греческим банкиром Георгом Симоном фон Сина, пригласившим архитектора работать в Вену (по другому источнику, Хансена уговорил приехать в Вену Людвиг Фёрстер), чтобы он мог реализовать свои строительные проекты в «греческом стиле».
Первое время Хансен работал в Вене ассистентом у Людвига Фёрстера. Он был женат на его дочери Софии Фёрстер. Вначале придерживался романтического направления (так в то время называли архитектуру историзма), позднее стал последователем стиля неоренессанс, ориентированного на эпоху Возрождения (ренессанса), называемого также «венским ренессансом».
В 1858 году начался снос городских стен Вены и строительство венской Рингштрассе. Хансен стал одним из самых влиятельных австрийских архитекторов. Однако его проект создания площади Марии-Терезии напротив Хофбурга император отверг. Реконструкцию центра столицы с 1869 года осуществляли архитекторы Готфрид Земпер и Карл фон Хазенауэр.
Самой известной работой Хансена в Вене стало здание Рейхстрата (парламента, 1874—1883) в стиле «неогрек» с фасадом, стилизованным под древнегреческий храм (символ греческой демократии). Т. Э. Хансен стал одним из главных авторов венской Рингштрассе (вызывавшей ожесточённую критику архитекторов следующего поколения). В созданном им здании Венского музыкального союза (Wiener Musikvereins) находится так называемый «Золотой зал» (Goldenen Saal), являющийся по своим акустическим данным лучшим концертным залом Вены. В нём ежегодно проходят знаменитые Новогодние концерты Венского филармонического оркестра. Ещё одним замечательным сооружением Теофила Хансена в Вене можно назвать современный Военно-исторический музей, выстроенный по образцу венецианского Арсенала с элементами византийской и готической архитектуры.
В своей работе Теофил Хансен сотрудничал со скульптором Винценцем Пильцем и живописцем Карлом Ралем; его ассистентами были молодые архитекторы Отто Вагнер и Ганс Вильгельм Ауэр.
В 1863 году Хансен стал почётным гражданином города Вены. В 1868 году он был назначен профессором венской Академии изобразительных искусств. С 1877 года здание Академии, построенное по проекту архитектора, размещается на Шиллерплац.
С 1867 года Теофил Хансен имел почётное звание рыцаря Австрии, в 1884 году император Франц Иосиф I присвоил архитектору баронский титул.
В 1888 году он был принят в качестве ассоциированного члена (Élu associé) Королевской академии наук, литературы и изящных искусств Бельгии. Его студенты и ученики, в том числе Отто Вагнер и Луи фон Джакомелли, основали «Клуб Хансена» (Hansen-Club), просуществовавший до 1917 года.
Теофил фон Хансен скончался 17 февраля 1891 года в Вене, был похоронен в «почётной могиле» на Евангелическом кладбище Мацляйнсдорф (Matzleinsdorfer Evangelischen Friedhof). В 1895 году перезахоронен в почётной могиле на Венском центральном кладбище (группа 14А, номер 20). Надгробие создано Георгом Ниманом в «греческом стиле» (аналогично второму надгробию Франца Шуберта)
В 1894 году городская администрация Вены переименовала улицу в 1-м округе за дворцом Эпштейна, построенным Хансеном, в Хансенштрассе. В 1905 году на портике здания парламента был открыт бронзовый бюст Хансена работы Хуго Хёрдтля.

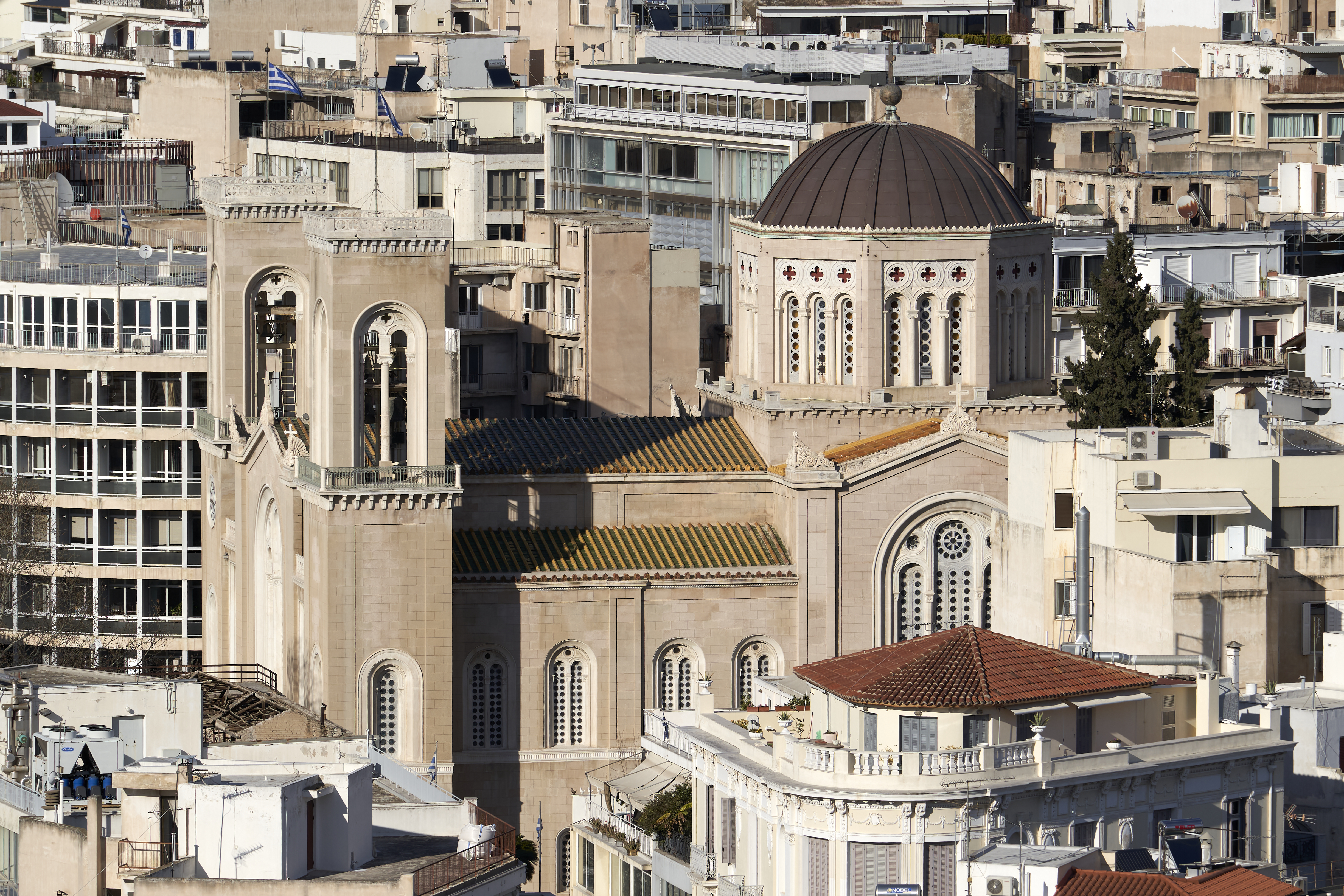
Благовещенский кафедральный собор. 1842-1862. Афины (соавтор проекта)
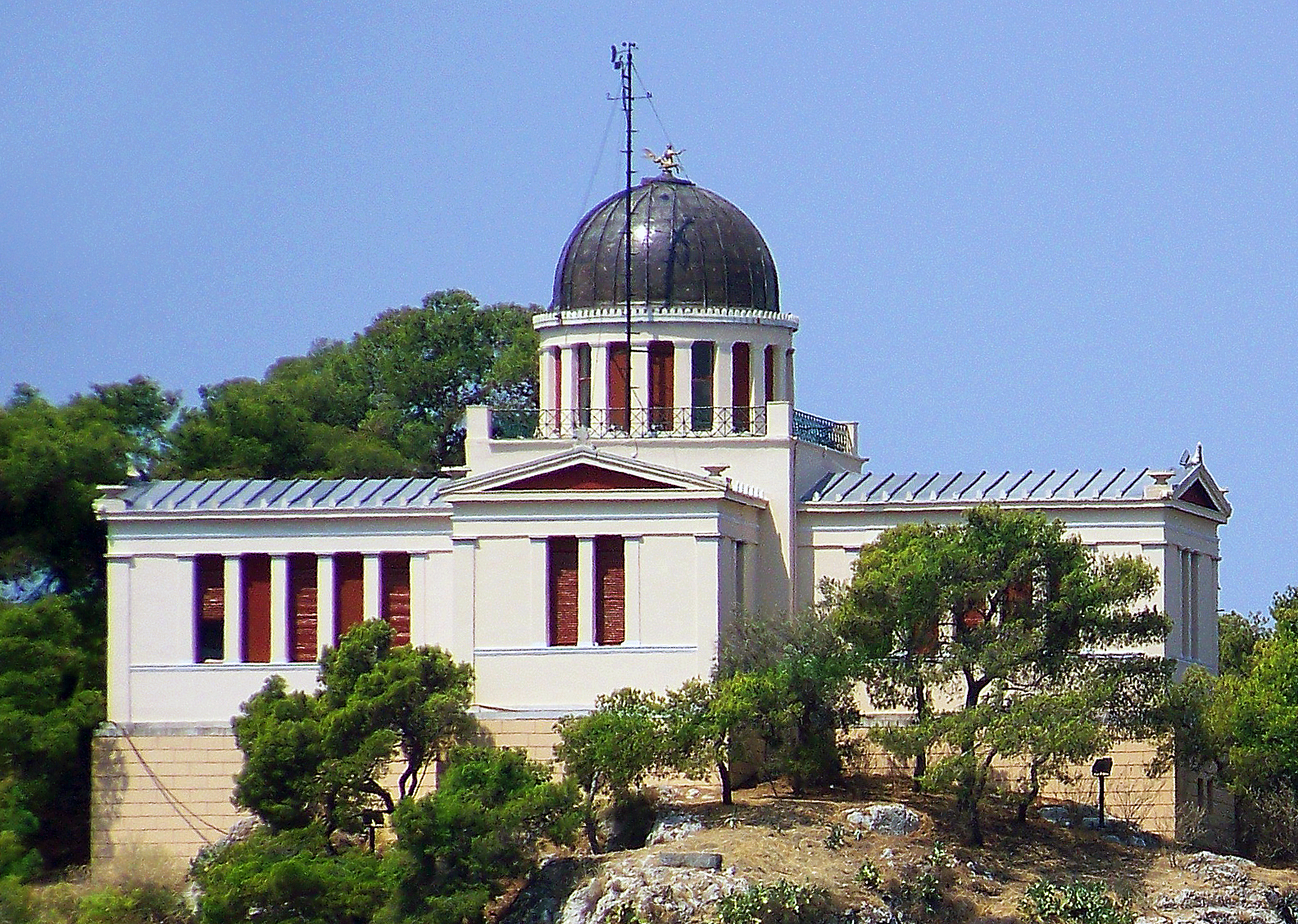
Национальная обсерватория. 1843—1846. Афины
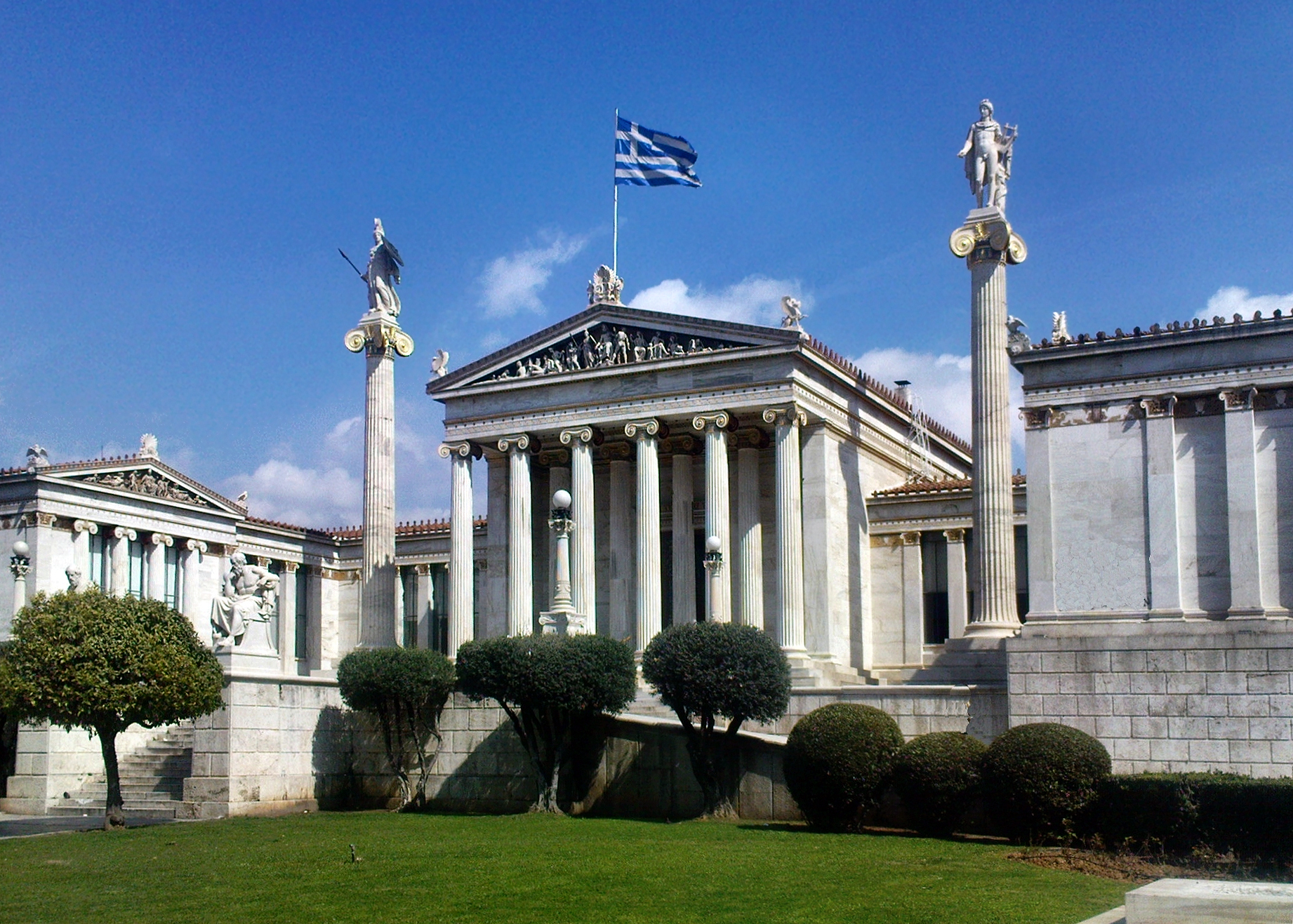
Здание Академии в Афинах. Проект 1856 г.
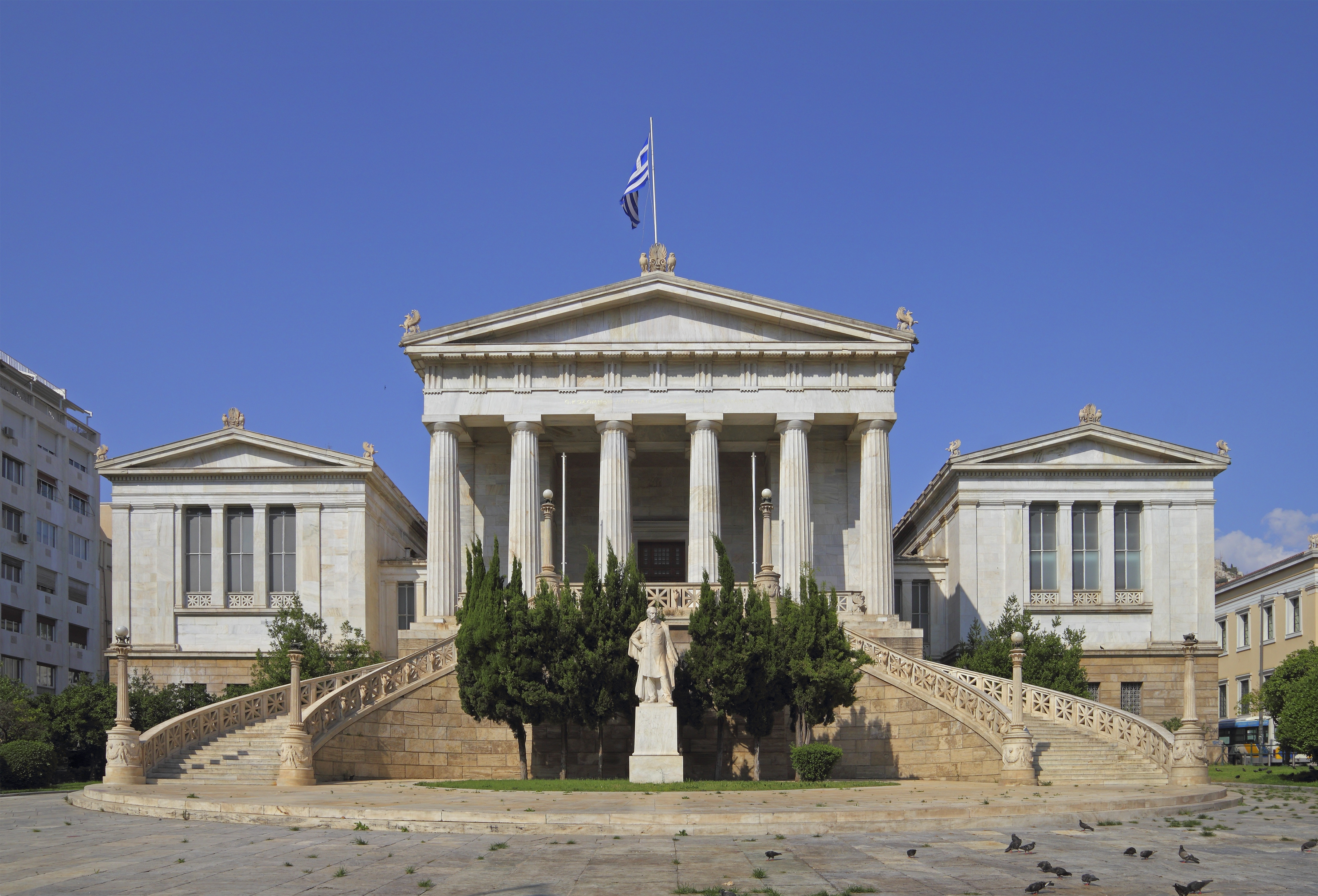
Здание Национальной библиотеки. Афины
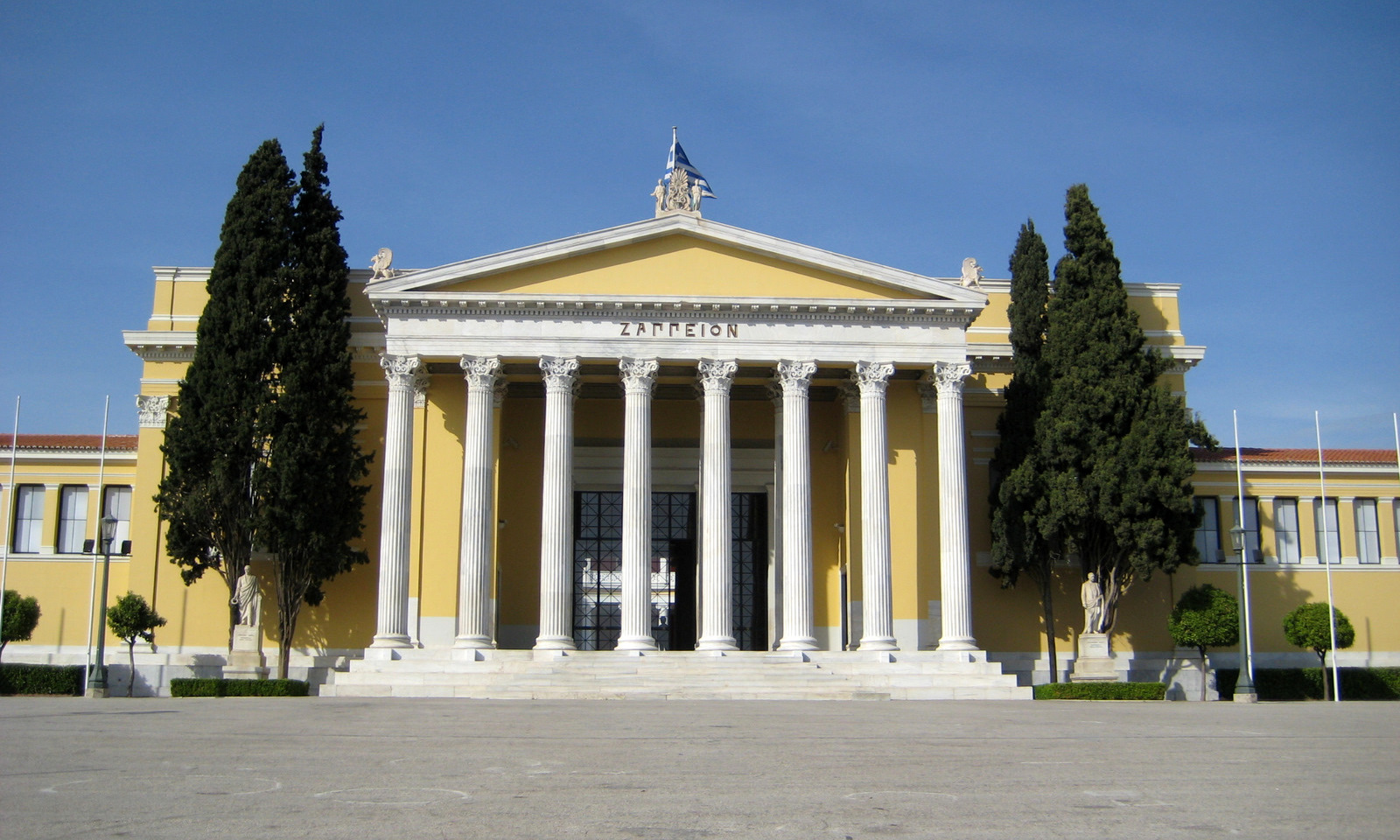
Выставочный зал «Заппион» Афинской Академии искусств.1874—1888
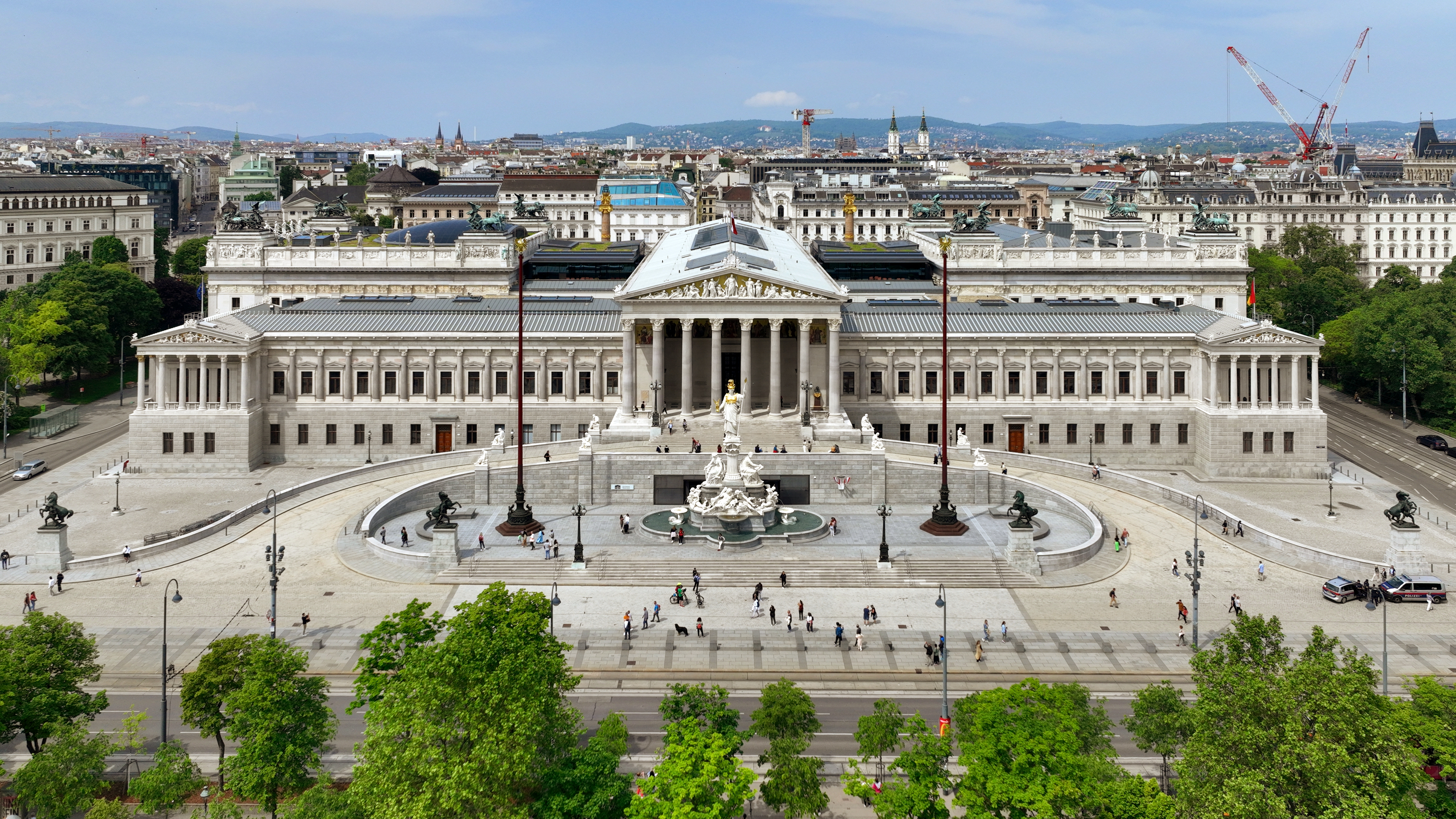
Здание парламента. 1864—1883. Вена
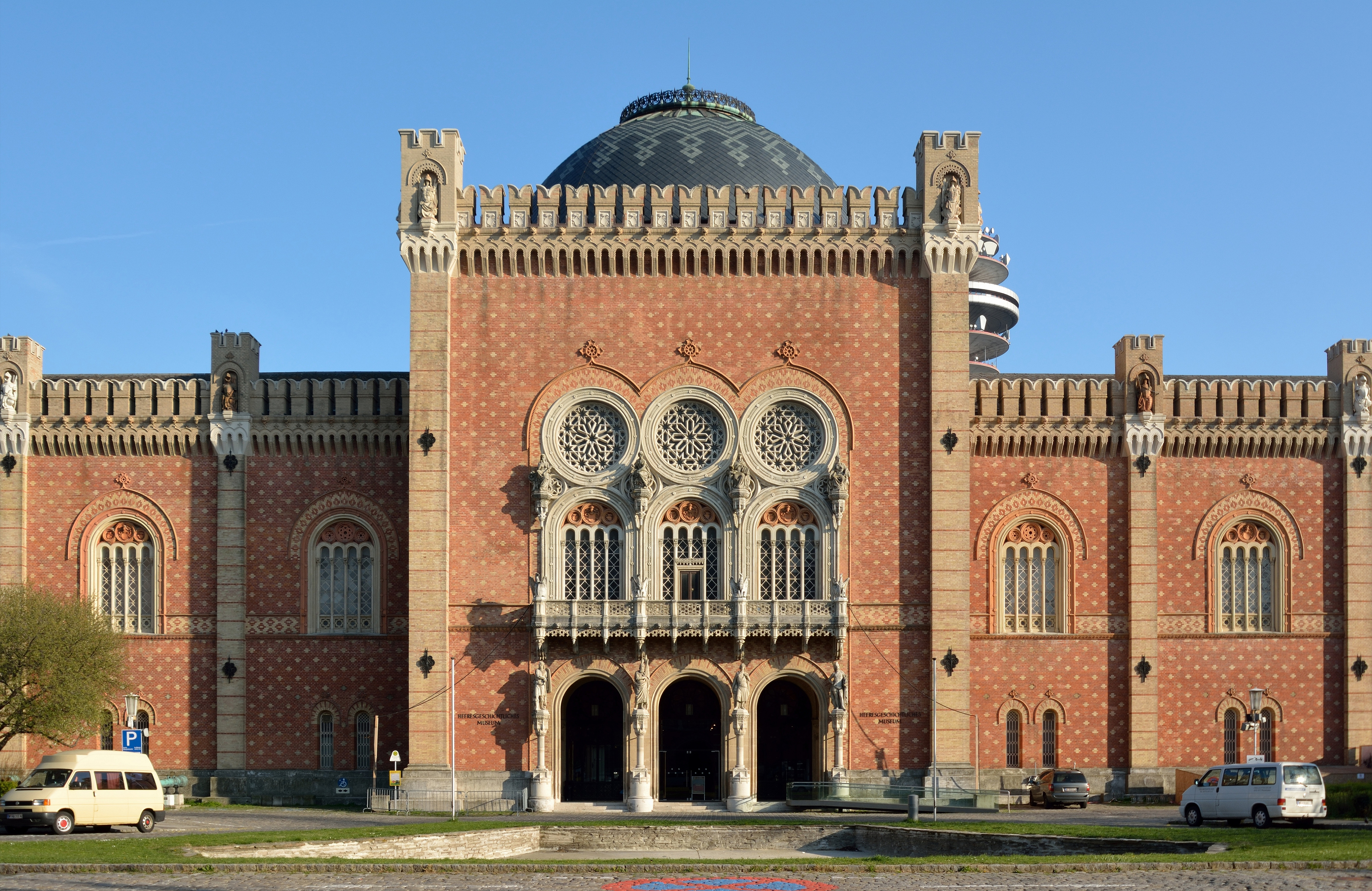
Здание арсенала. Позднее: Военно-исторический музей. 1856. Вена
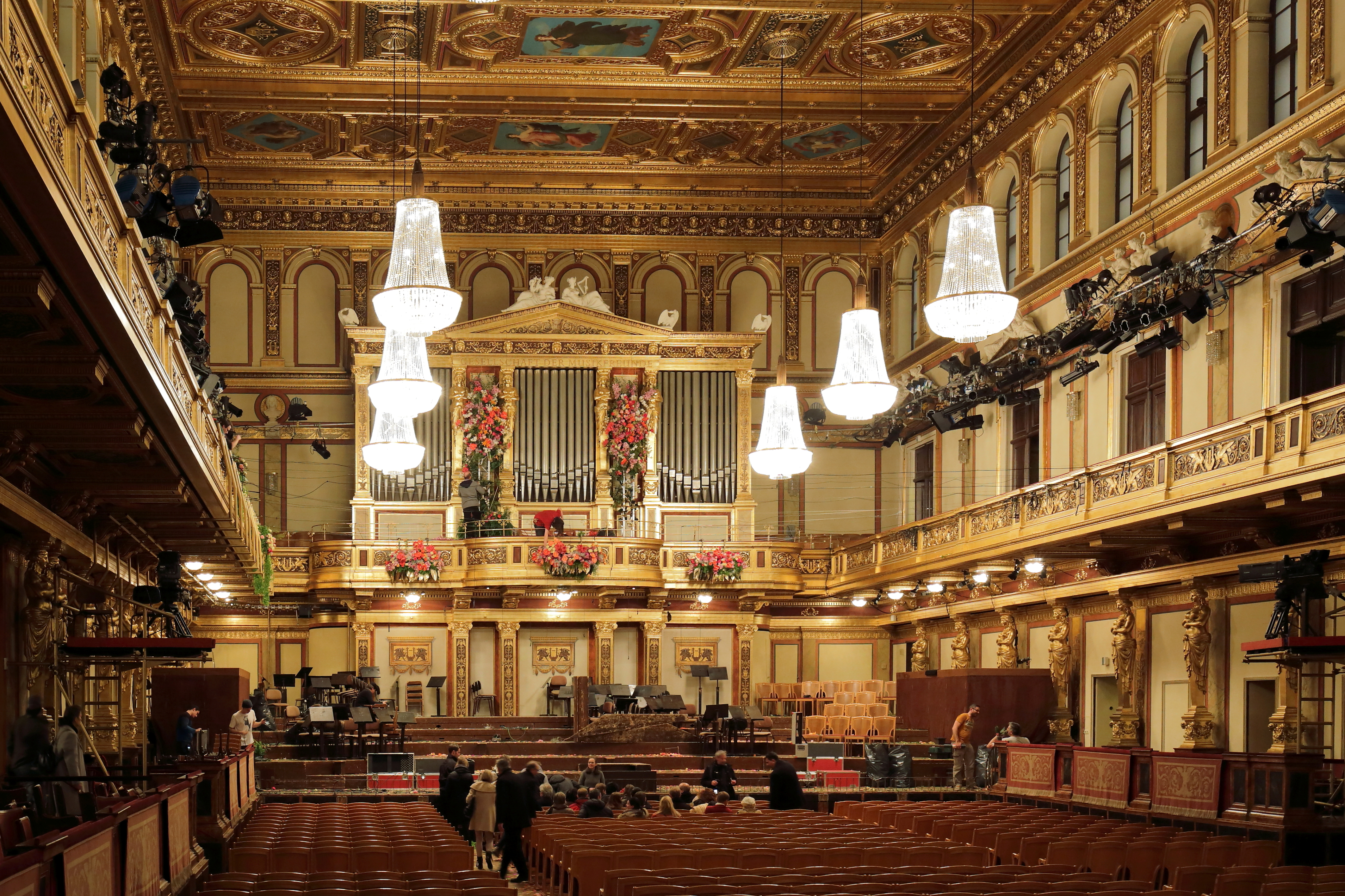
«Золотой зал» Венской филармонии

## Избранные сооружения
- Афинский университет (1839—1844)
- Афинская национальная обсерватория (1843—1846)
- Дворец Кляйна, Брно (1847—1848)
- Афинская Академия (нач. в 1856)
- Военно-исторический музей, Вена (1856)
- Замок Хернштейн, Нижняя Австрия
- Больница в Патрах (1857)
- Отель «Великобритания», Афины (1862)
- Дворец эрцгерцога Вильгельма, Вена (1864—1868), ныне штаб-квартира ОПЕК
- Дворец Эпштейна, Вена (1868—1872)
- Венский музыкальный союз, (1867—1870)
- Академия изобразительного искусства, Вена (1871-76)
- Здание парламента (Венский Рейхстаг), (1874—1883)
- Венская фондовая биржа, (1874—1877)
- Выставочный зал «Заппион», Афины (1874—1888)
- Дворец Тодеско, Вена (1861—1864)
- Особняк Эфрусси, Вена.